# Parafia Trójcy Świętej i św. Katarzyny w Genewie
Parafia Trójcy Świętej i św. Katarzyny – prawosławna parafia w Genewie. Jedna z francuskojęzycznych parafii arcybiskupstwa Szwajcarii, podlegającego patriarsze Konstantynopola. 

## Historia
W latach 70. XX wieku grupa prawosławnych zwróciła się do prowadzonego przez Patriarchat Konstantynopolitański Centrum Prawosławnego w Genewie z prośbą o pomoc z organizacji regularnych nabożeństw w języku francuskim. Prośba ta została spełniona. W Genewie powstał również chór cerkiewny śpiewający w tym języku oraz rozpoczęto zajęcia katechetyczne dla dorosłych skierowane do ludności francuskojęzycznej. Od 8 sierpnia 1974 wspólnota prawosławna w Genewie posiadała status parafii. Jej pierwszym proboszczem został ks. Georges Cassing, a następnie ks. archimandryta Jean (Renneteau). 23 kwietnia 1975 została poświęcona samodzielna cerkiew parafialna, co oznaczało, że parafia nie musiała już korzystać z obiektów Centrum Prawosławnego. 
Językiem liturgicznym parafii pozostaje francuski, natomiast święta obchodzone są według nowego stylu z wyjątkami.